# PAS Giannina
PAS Giannina (greacă Πανηπειρωτικός Αθλητικός Σύλλογος Γιάννινα - Panipeirotikos Athlitikos Syllogos Giannina), este un club de fotbal grecesc cu sediul în Ioannina.Echipa susține meciurile de acasă pe Stadionul Zosimades cu o capacitate de 7.500 de locuri.

## Lotul actual
La 13 iunie 2013. 
| Nr. |           | Poziție | Jucător                   |
| --- | --------- | ------- | ------------------------- |
| 1   | Grecia    | P       | Markos Vellidis           |
| 2   | Grecia    | F       | Georgios Dasios (captain) |
| 4   | Grecia    | F       | Thodoris Berios           |
| 3   | Albania   | M       | Andi Lila                 |
| 5   | Senegal   | M       | Paul Keita                |
| 6   | Grecia    | F       | Alexios Michail           |
| 7   | Grecia    | A       | Evripidis Giakos          |
| 8   | Grecia    | F       | Themistoklis Tzimopoulos  |
| 9   | Serbia    | A       | Brana Ilić                |
| 10  | Argentina | M       | Cristian Chávez           |
| 11  | Albania   | M       | Emiljano Vila             |
| 14  | Grecia    | A       | Giannis Nakos             |
| 15  | Grecia    | M       | Charis Charisis           |
| 16  | Albania   | F       | Arben Muskaj              |

| Nr. |               | Poziție | Jucător               |
| --- | ------------- | ------- | --------------------- |
| 18  | Grecia        | M       | Michalis Avgenikou    |
| 19  | Argentina     | A       | Tomas De Vincenti     |
| 20  | Grecia        | F       | Simos Roumpoulakos    |
| 21  | Grecia        | M       | Stavros Tsoukalas     |
| 23  | Slovenia      | F       | Andraž Struna         |
| 25  | Grecia        | A       | Tasos Kritikos        |
| 26  | Grecia        | F       | Dimitrios Kolovetsios |
| 33  | Grecia        | M       | Nikos Korovesis       |
| 36  | Țările de Jos | A       | Charlton Vicento      |
| 40  | Grecia        | P       | Georgios Abaris       |
| 44  | Grecia        | F       | Apostolos Skondras    |
| 49  | Grecia        | M       | Giannis Ioannou       |
| 77  | Grecia        | P       | Dimitrios Sotiriou    |